# Торральба-де-лос-Фрайлес
Торральба-де-лос-Фрайлес (ісп. Torralba de los Frailes) — муніципалітет в Іспанії, у складі автономної спільноти Арагон, у провінції Сарагоса. Населення — 96 осіб (2010).
Муніципалітет розташований на відстані близько 190 км на північний схід від Мадрида, 95 км на південний захід від Сарагоси.

## Демографія
Динаміка населення (INE ):